# Wikiquote
Wikiquote är en citatsamling och är ett systerprojekt till Wikipedia. Wikiquote liknar denna mycket i utseende och körs på samma programvara, MediaWiki. Projektet startades i juni 2003, och fanns då endast i en engelsk version. I juli 2004 lades nya språk till och i dagsläget finns Wikiquote tillgängligt på 24 språk, däribland, svenska. Svenskspråkiga Wikiquote hade februari 2011 över 1 000 artiklar.